# Воробйов Олександр Трохимович
Олекса́ндр Трохи́мович Воробйо́в (1967—2023) — український громадський діяч, спортсмен та військовослужбовець, учасник російсько-української війни, який загинув під час російського вторгнення в Україну.

## Життєпис
Народився 2 березня 1967 року в с. Новополтавка Баштанського району Миколаївської області. У 1980 році разом із родиною переїхав до м. Комсомольськ (нині — Горішні Плавні) на Полтавщині. У 1984 році закінчив комсомольську середню школу № 2. Протягом 1984—1986 рр. навчався в Комсомольському спеціалізованому професійно-технічному училищі № 15 за спеціальністю помічник машиніста тепловоза.
У 1986—1988 роках проходив строкову військову службу в лавах Збройних сил, був учасником війни в Афганістані.
Протягом 1989—1994 рр. здобував вищу освіту в Черкаському державному педагогічному інституті за спеціальністю учитель фізичної культури.
Згодом мешкав у м. Чорнобай Черкаської області, де працював тренером з боксу в Чорнобаївському районному центрі дитячої та юнацької творчості.
З початком російської агресії 2014 року воював у зоні АТО/ООС на ротаційній основі у складі добровольчого українського корпусу «Правий сектор».
Був засновником і керівником військово-патріотичного клубу «Воля Холодного Яру». Разом із однодумцями створив у м. Чорнобай навчально-тренувальний табір для військової підготовки. Був депутатом Чорнобаївської селищної ради, членом партії «Європейська Солідарність».
З початку російського вторгнення в Україну в 2022 році став на захист Батьківщини. Служив командиром стрілецького відділення, старшим солдатом Збройних сил України.
Загинув 29 січня 2023 року під час виконання бойового завдання біля м. Вугледар Донецької області внаслідок мінометного обстрілу.
Похований у с. Салівка Кременчуцького району Полатвської області.

## Нагороди
- орден «За мужність» III ступеня (5.05.2023) (посмертно) — за особисту мужність, виявлену у захисті державного суверенітету та територіальної цілісності України, самовіддане виконання військового обов'язку.[5]